# Jama Michalika
Jama Michalika (zwana także Jamą Michalikową) pierwotnie nosząca nazwę Cukiernia Lwowska, a później także Cukiernia Zielonego Balonika – kawiarnia i restauracja w Krakowie, przy ul. Floriańskiej 45 w kamienicy Bełzińskiej, na Starym Mieście.
Na początku XX w. w lokalu powstał kabaret literacki Zielony Balonik, a w latach 1960–1991 funkcjonował kabaret literacko-artystyczny Jama Michalika.

## Cukiernia Lwowska
W 1895 roku przybyły ze Lwowa cukiernik Jan Apolinary Michalik założył na parterze należącej do Anieli Witoszyńskiej kamienicy przy ul. Floriańskiej 45 w Krakowie „Cukiernię Lwowską”. Reklamował ją jako „fabrykę cukrów warszawskich, herbatników i pierników”. Około 1900 roku Michalik uruchomił koło cukierni „fabrykę cukierniczą”.
Produkowano tam dobrej jakości wyroby cukiernicze i czekoladowe, a także kakao w proszku. W szczycie rozwoju zakład zatrudniał 43 pracowników, a swoje wyroby sprzedawał także odbiorcom hurtowym. Cukiernia Michalika była bardzo nowoczesnym lokalem. Wspomniana reklama z czasopisma „Liberum Veto” opisywała, że do lokalu mogły przychodzić kobiety, a przy cukierni funkcjonowały: gabinet dla pań, sala i czytelnia zaopatrzona w duży wybór pism. Adam Chmiel, krakowski historyk kultury i archiwista opisywał w 1917 roku, że cukiernia szybko stała się miejscem spotkań artystów, literatów, dziennikarzy i całej cyganerii krakowskiej.

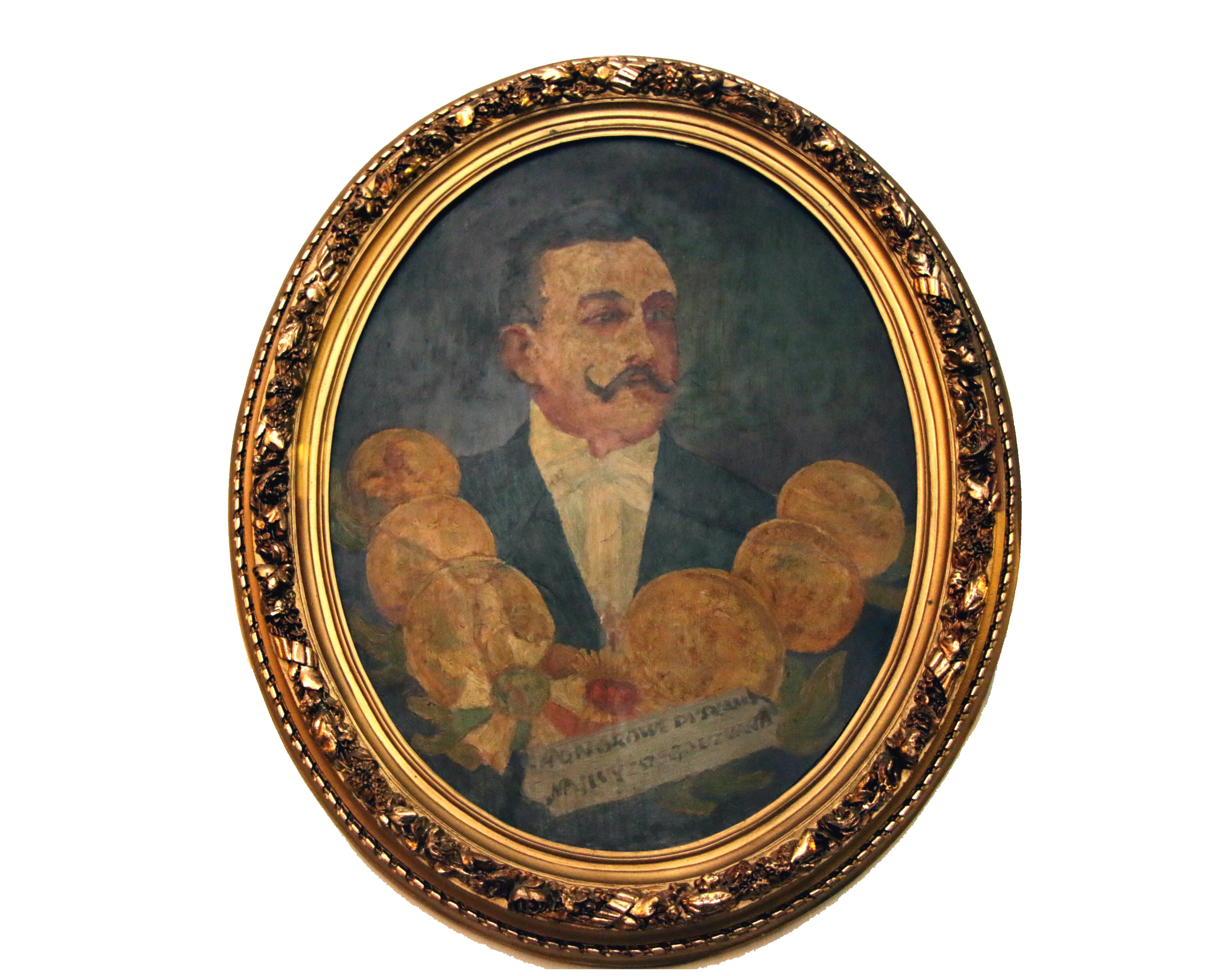
Jan Apolinary Michalik

...cukiernia od początków swego istnienia była uprzywilejowanym miejscem zbornym literatów, artystów dramatycznych i malarzy. Widywano tam [Teodora] Axentowicza, [Józefa] Mehoffera, Jana Stanisławskiego, [Leona] Wyczółkowskiego, Wyspiańskiego. Z młodszych podówczas: Alfonsa Karpińskiego, braci Stanisława i Józefa Kamockich, Witolda Wojtkiewicza, Stanisława Kuczborskiego, Eugeniusza Dąbrowę-Dąbrowskiego, Tadeusza Rychtera, Stefana Filipkiewicza, Karola Frycza, Henryka Szczyglińskiego, Wojciecha Weissa, Kaspra Żelechowskiego. Z dziennikarzy i literatów bywali tam: Rudolf Starzewski redaktor „Czasu”, Konrad Rakowski, Witold Noskowski, Stanisław Sierosławski, współredaktorzy tegoż pisma: Jan August Kisielewski, Adolf Nowaczyński, Leon Schiller, doktor Tadeusz Żeleński (Boy), Edward Żuk-Skarszewski, dalej Władysław Prokesch, [Edward] Leszczyński, tudzież ówcześni artyści i artyści teatru miejskiego: [Kazimierz] Kamiński, A, Milewski, [Marian] Jednowski, [Józef] Węgrzyn, Kosiński, [Stanisława] Wysocka i wielu, wielu innych.

Lokal nie miał okien, więc nazywano go Jamą Michalika.

## Zielony Balonik
7 czerwca 1904 roku w lokalu zainaugurował swoją działalność kabaret literacki „Zielony Balonik”.

W sobotę, dnia 7 bm. odbędzie się hałaśliwe otwarcie pierwszego krakowskiego kabaretu artystów, w szlachetnym winie ochrzczonego imieniem „Zielony Balonik” (w Jamie Michalika, Cukiernia Lwowska przy ulicy Floryańskiej 45). Początek po godzinie 10 i ½. Wstąp bezpłatny za zaproszeniami.
 
Zaproszeni goście będą weseli i krzykliwi, namiętnie oklaskujący wszystko i wszystkich. Tualeta bezwzględnie obowiązująca: na tasiemce do guzika uwiązany CAPTIF, nad głową w wysokości 35 cm bujający „zielony balonik”. Wszystkie inne części garderoby zbyteczne. Nieposiadanie tego lekkomyślnego emblematu „członka gapia” w kabarecie, może narazić najgodniejszą cześci osobę zaproszoną na nonszalancję i ceremonialne wylanie za wrota jamy „Zielonego Balonika”.

Komitet nie przyjmuje obowiązku płacenia rachunków za wysuszone napoje. Poetom nie daje się zaliczek.

W czasie „numerów" należy wrzeszczeć, a na wezwanie poskramiacza-dyrektora klaskać z pasją godną „Zielonego Balonika”.

Improwizatorzy zechcą przed lub w czasie wieczoru objawić życzenie Kierownikowi (J. A. Kisielewski), iż ich ogarnął szał twórczy i humorystyczny, że chcą pokazać ludowi swoją nagą duszę, a natychmiast stanie się zadość ich nieskromnej żądzy.
Śmierć szczurom i białoskórnikom!

— „Zielony Balonik”

Według Tadeusza Boya-Żeleńskiego kabaret był dziełem zbiorowym.

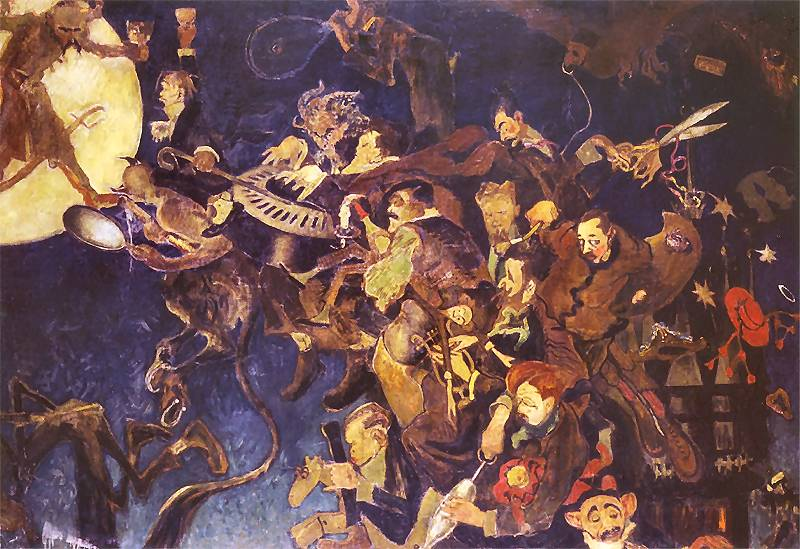
Kazimierz Sichulski, Kabaret szalony (1908) − grupowa karykatura twórców Zielonego Balonika

Kabaret funkcjonował w małej salce ze sklepieniami ulokowanej za cukiernią. Sala mogła pomieścić 120 osób. Wystrój zaprojektował malarz Henryk Szczygliński – wkomponował w proste sprzęty kilkanaście żelaznych latarni i namalował girlandy z jarzębiny. Występy były uwieczniane przez tworzone spontanicznie karykatury. Oblicza te powstawały wprost na ścianach lub na przypadkowych kartkach papieru. Tego typu karykatury tworzył w cukierni także Stanisław Wyspiański. Wyspiański złożył też cukiernikowi propozycję, że pomaluje cały lokal, za symbolicznym wynagrodzeniem, które miało pokryć tylko koszt farb. Michalik odmówił, obawiając się, że lokal nie będzie przyciągał gości, ale będzie przedmiotem drwin.
Michalik uważał pierwotnie, że podstawową siłą lokalu ma być wypiek ciastek, a sala na zapleczu cukierni ma być tylko dodatkiem. Cukiernika napędzała głównie rywalizacja ze zlokalizowaną w kamienicy Kencowskiej cukiernią „Maurizia”. Powodzenie kabaretu i sali na tyłach kazało mu zrewidować poglądy.
Występy kabaretu gromadziły artystów malarzy, literatów i naukowców, ale profesor Uniwersytetu Jagiellońskiego Tomasz Weiss, historyk literatury utrzymywał, że bywalcami byli w większości ludzie mało znani: „[...] w Zielonym Baloniku nie było nazwisk. Raz jeszcze trzeba podkreślić, że wśród czynnych członków kabaretu bardzo wielu było urzędnikami, politykami konserwatywnymi lub ludźmi związanymi z konserwatywnym „Czasem”. Mamy więc w sumie do czynienia z dość dziwacznym zjawiskiem; świetny kabaret rodzi się za sprawą grona malarzy i w gruncie rzeczy nieznanych lub mało znanych osób”.
Pierwszym konferansjerem kabaretu był Jan August Kisielewski, a po nim Stanisław Sierosławski. Kabaret nie miał zespołu muzycznego. Wszystkie utwory muzyczne były wykonywane przy akompaniamencie pianina, na którym przygrywał wykonawcom Witold Noskowski.

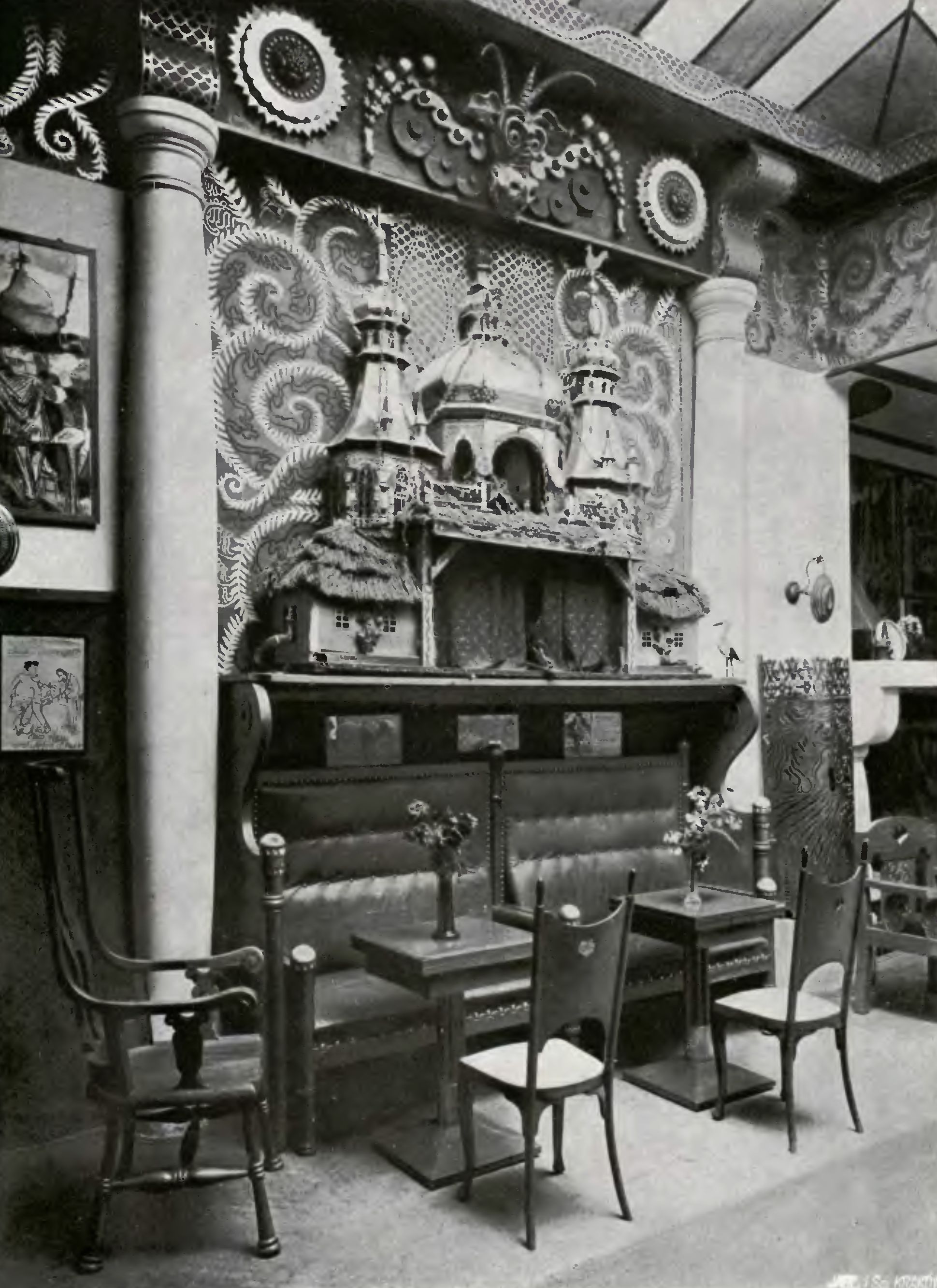
Szopka Zielonego Balonika (fot. 1910−1911)

### Szopka krakowska
W 1906 (lub w 1905 roku) artyści postanowili zorganizować teatrzyk kukiełkowy – Szopkę krakowską. Tłem była drewniana, błyszcząca szopka projektu Stanisława Kamockiego. Tworzyli ją także: Frycz, Sichulski, Szczygliński, Czajkowscy, Wojtkiewicz, Kuczborski, Rzecki i Rychter. Lalkami poruszali Józef Czajkowski i Alfons Karpiński, głosu użyczał im Teofil Trzciński, a akompaniował na pianinie Witold Noskowski. Teksty do następnych szopek pomagał tworzyć Tadeusz Boy-Żeleński. Szopka dotyczyła głównie problematyki lokalnej, osób związanych z funkcjonowaniem miasta i osób ze środowisk artystycznego i literackiego. Szopka – podobnie jak i sam kabaret Zielony Balonik – odcinała się od spraw politycznych. Satyra najczęściej dotykała Stanisława Tarnowskiego, Wilhelma Feldmana, Lucjana Rydla, Ferdynanda Hoesicka, Feliksa Manggha-Jasieńskiego i innych osób – w zależności od aktualnych wydarzeń.

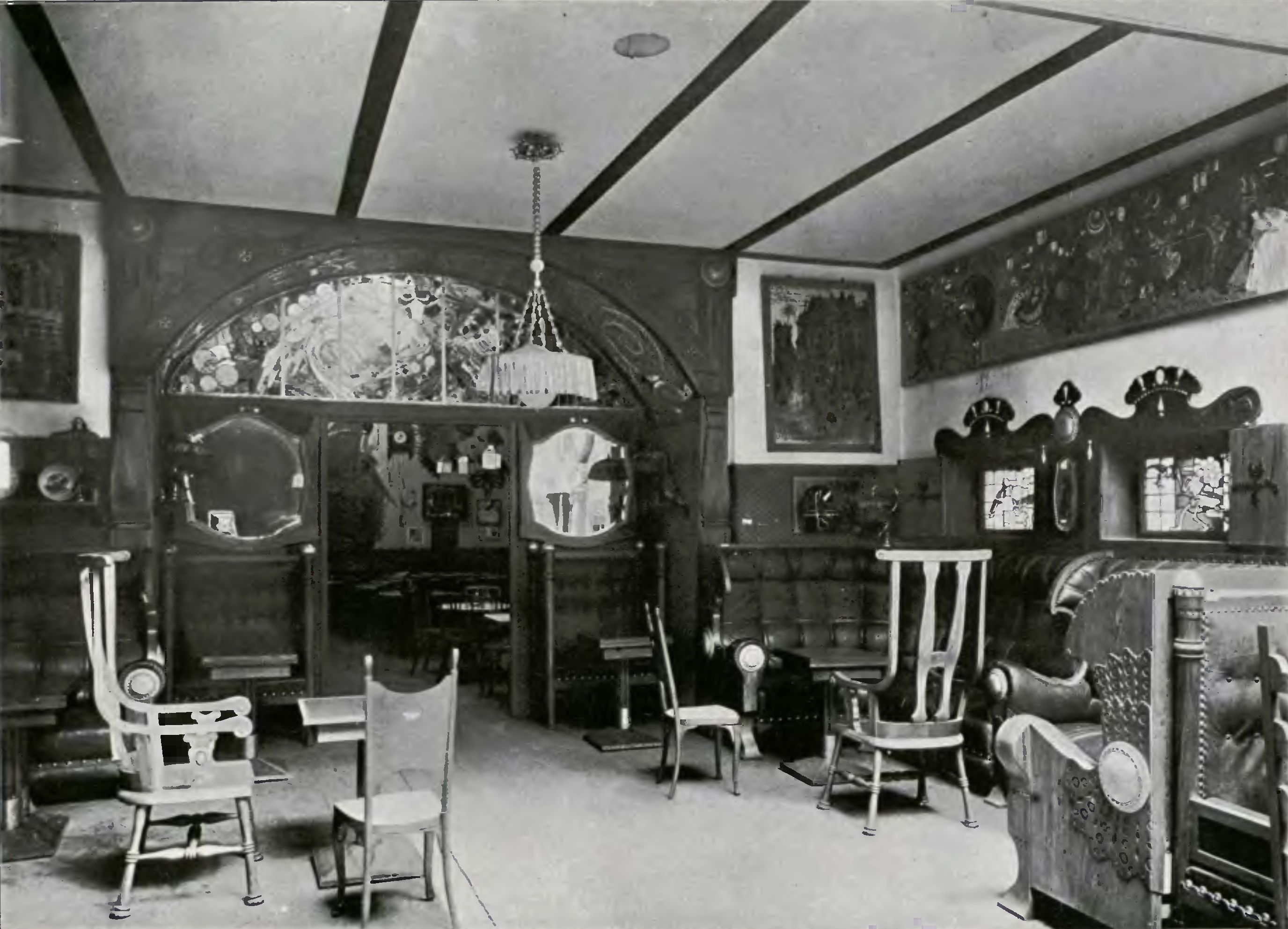
Wnętrze Cukierni Lwowskiej (Jama Michalika) w Krakowie, ul. Floriańska 45, według projektu Karola Frycza. Stan z 1911 roku

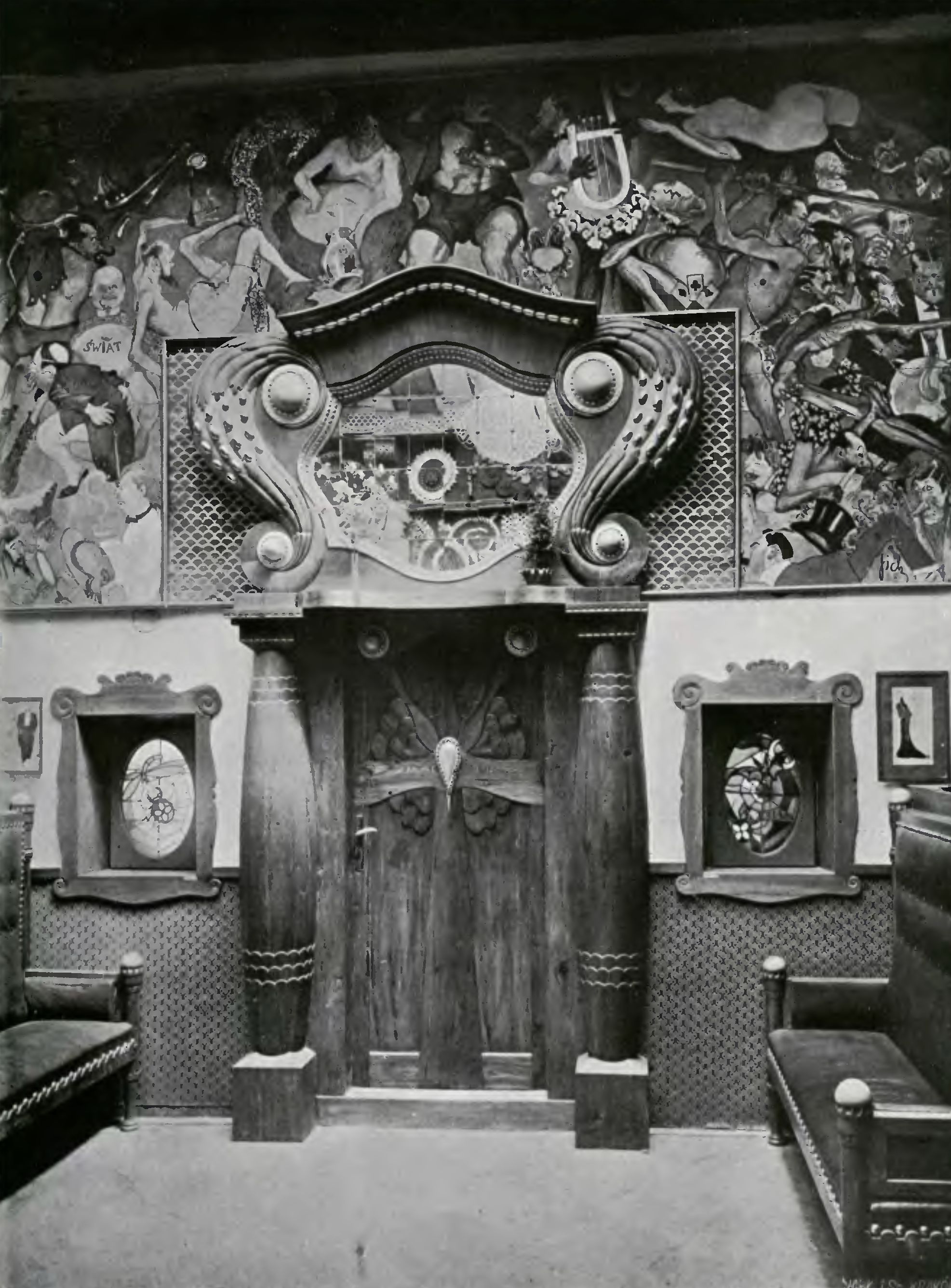
Odrzwia lokalu po 1910 roku (fot. 1910−1911), wg projektu Karola Frycza

## Rozbudowa lokalu
Popularność, jaką zaczął zdobywać lokal, skłoniła Michalika w 1910 roku do jego rozbudowy. Nowa większa sala została zaprojektowana na miejscu wyburzonej oficyny i łączyła lokal z przebudowaną oficyną po wschodniej części podwórka, gdzie utworzono małą salkę w przedłużeniu sali głównej, tzw. „górkę”. Także po wschodniej stronie utworzono kuchnię. Pracę podjęli artyści: projekt przebudowy opracował architekt Franciszek Mączyński, a autorem koncepcji wykończenia wnętrz był Karol Frycz. W konsekwencji wnętrze otrzymało oryginalny wystrój. Odrzwia uzyskały grube, beczkowate węgary i esowate nadproża. Wstawiono ciężkie, skórzane kanapy obudowane drewnem. Ściany zdobiły kolorowe litografie, rysunki i malowidła. W małych okienkach pojawiły się witraże. Tadeusz Dobrowolski określił wnętrze jako „wypadkową secesji, modern style, kościoła i jakby wielkoruskiego teremu”.

## Zmierzch świetności
Wybuch I wojny światowej oraz nadchodzący kryzys mocno doświadczyły Cukiernię. Po przebudowie lokal zamiast błyszczeć i rozwijać się, zaczął powoli podupadać. Szopka nie skrzyła już dowcipem. Miejsce odwiedzali poważniejsi goście. Bywali tutaj Józef Piłsudski, Kazimierz Sosnkowski, Witold Jodko-Narkiewicz. Życie lokalu i kabaretu w tych czasach przestało być beztroskie. Wreszcie Michalik podjął decyzję o jego sprzedaży. 1 marca 1918 roku przekazał Jamę w ręce wieloletnich współpracowników: Romana Madejskiego (płatniczego) i Franciszka Trzaski, a sam wyjechał do Poznania, gdzie nabył ekskluzywny pensjonat. Trzaska szybko zrezygnował z udziału w spółce. W 1921 roku Roman Madejski zawiązał wraz z kilkoma osobami spółkę z ograniczoną poręką, ale około 1929 roku wykupił udziały podupadającego lokalu od wspólników.
Od czasu do czasu młodzi malarze z Akademii Sztuk Pięknych urządzali tu huczne bale kostiumowe, pod tajemniczą nazwą „Inkamalajo”. Ściany pokrywali futurystyczną dekoracją, grała orkiestra, a uczestnicy pili alkohol, tańczyli, wykonując podskoki, po czym zalegali na kanapach. W kątach lokalu rozstawiali kolorowe indyjskie namioty, do których wstęp mieli tylko wybrani. Oddźwięk społeczny tych imprez był negatywny. W godzinach popołudniowych lokal podejmował gości – młodych literatów, naukowców, lekarzy – którzy spotykali się tutaj, by swobodnie podyskutować.

## Przebudowy w latach 20. XX wieku
Lokal zastał poddany kolejnym przebudowom. Podczas pierwszej wyburzono pierwsze i drugie piętro w tylnej części budynku, a druga (w latach 1929–1930) obejmowała przebudowę fasady parteru – według projektu Franciszka Mączyńskiego.
Lokal nadal tracił renomę. Zygmunt Leśnodorski, krytyk, historyk literatury, teatrolog i publicysta wspominał, że „szanujące się osoby przestały do Jamy zachodzić w ogóle. Zaprosić tam kobietę z towarzystwa było uważane za wielki nietakt”.

## Lata 30. XX wieku
W 1930 roku znaczącym wydarzeniem w życiu lokalu było rozpoczęcie zjazdu uczestników VII Międzynarodowego Kongresu Unii Intelektualnych, którzy przed obradami (30 listopada 1930) licznie przybywali do kawiarni. W 1935 roku lokal zbankrutował. Jesienią tego roku w „Dzienniku Poznańskim” wydrukowano „nekrolog” Jamy Michalika:

Bardzo cicho i bez rozgłosu stracił Kraków jedne ze swych, bodaj największych osobliwości – Jama Michalikowa. Jama zbankrutowała i od jakiegoś czasu jest zamknięta [...] wszystko będzie ze ścian teraz pięknie zdrapane. W swoistym otoczeniu miały jakieś znaczenie, wyrwane ze swego środowiska niewiele komu powiedzą.

Podczas licytacji sprzedano wiele wartościowych pamiątek i dzieł sztuki, ale Stefania Maturowa, nowa właścicielka lokalu, zabezpieczyła te, które przejęła. Został przeprowadzony kolejny remont, a nowi właściciele próbowali na nowo przyciągnąć gości do lokalu, jednak bez większego powodzenia. Zygmunt Leśnodorski komentował: „Kawiarnia jest trochę jak kobieta. Trudno jej odzyskać utraconą reputację”.
„Księga Adresowa Polski” z 1937 roku wymieniała lokal jako „cukiernię «Zielonego Balonika», Floriańska 45, telefon 104-79”.

## Okres powojenny
Lokal przetrwał II wojnę światową, ale dawni bywalcy już nie żyli lub rozpierzchli się po świecie. Nie było pieniędzy na remonty, pomieszczenia były podniszczone i zdewastowane. Jan Wiktor, pisarz, publicysta i dziennikarz odnotował wspomnienie Karola Frycza: „Lata okupacji zdarły z niej resztki świetności, a sklepikarze wynosili obrazki i to, co niejako wrosło w ściany, obrabowali z tego co było jej istotą, tchnęło ducha, dawało nastrój tamtych czasów, co było dokumentem i świadczyło o upodobaniach ówczesnego pokolenia”.

## Lata 50. XX wieku
W styczniu 1950 roku Jerzy Grotowski przedstawił propozycję, by w lokalu dawnego Zielonego Balonika stworzyć Klub Młodych Twórców „Czerwony Balonik”: „Jest nas wielu, marzymy o młodej sztuce naszej czerwonej młodości. Mamy odwagę szczerej, żarliwej walki w imię największych spraw – bo tylko sprawy największe porywają nasze serca – w imię rewolucji, w imię bohaterstwa, honoru, miłości, w imię socjalistycznego humanizmu”. Ów Czerwony Balonik miał być „bardzo radosny i bardzo liryczny, bardzo wesoły i bardzo bohaterski, bardzo skromny i bardzo artystyczny”. W tym samym roku Grotowski opuścił jednak Kraków, w którym kończył studia aktorskie i wyjechał do Moskwy, gdzie rozpoczynał studia na Rosyjskim Uniwersytecie Sztuki Teatralnej (GITIS).

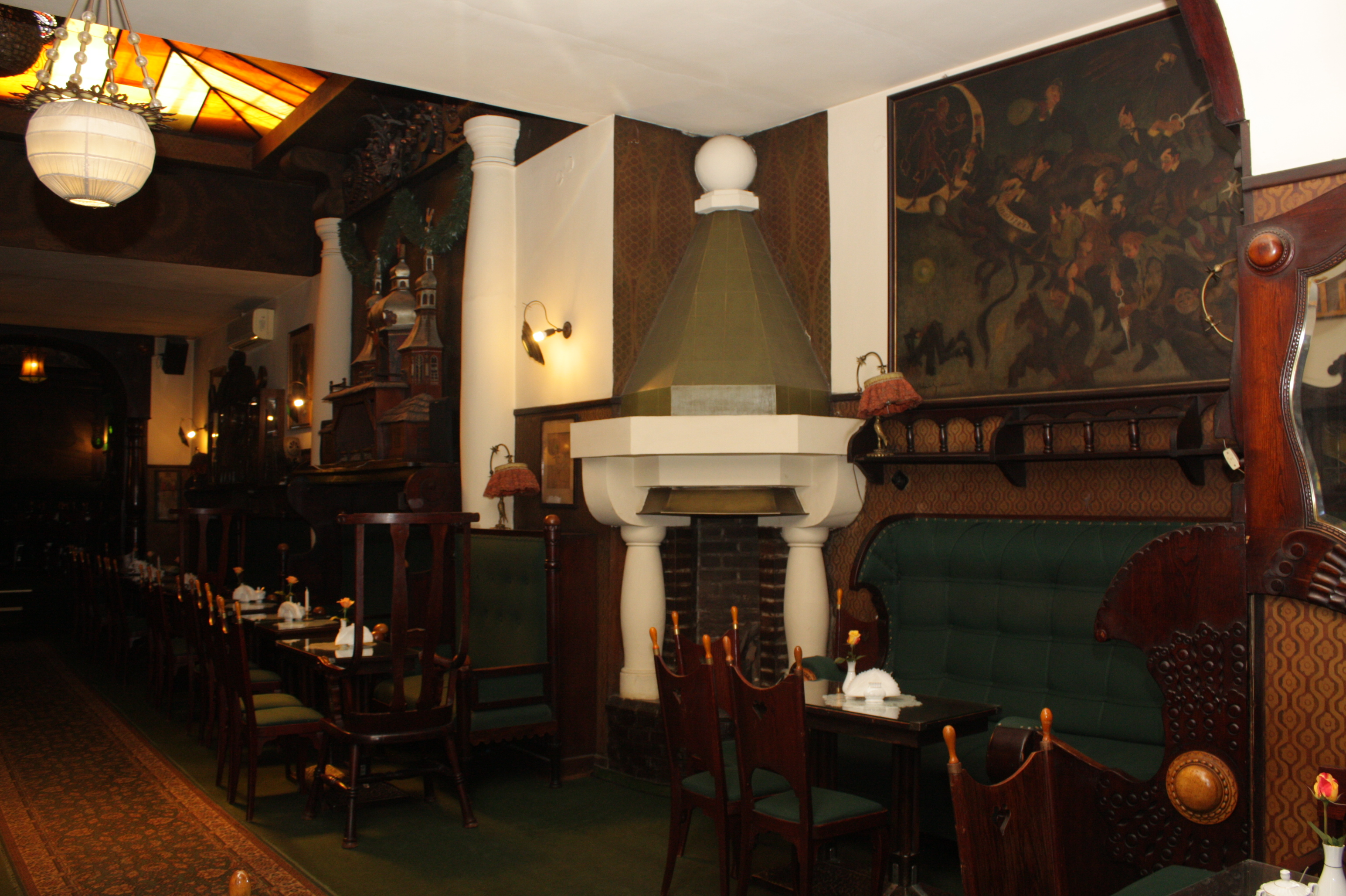
Jama Michalika – „Sala Fryczowska”

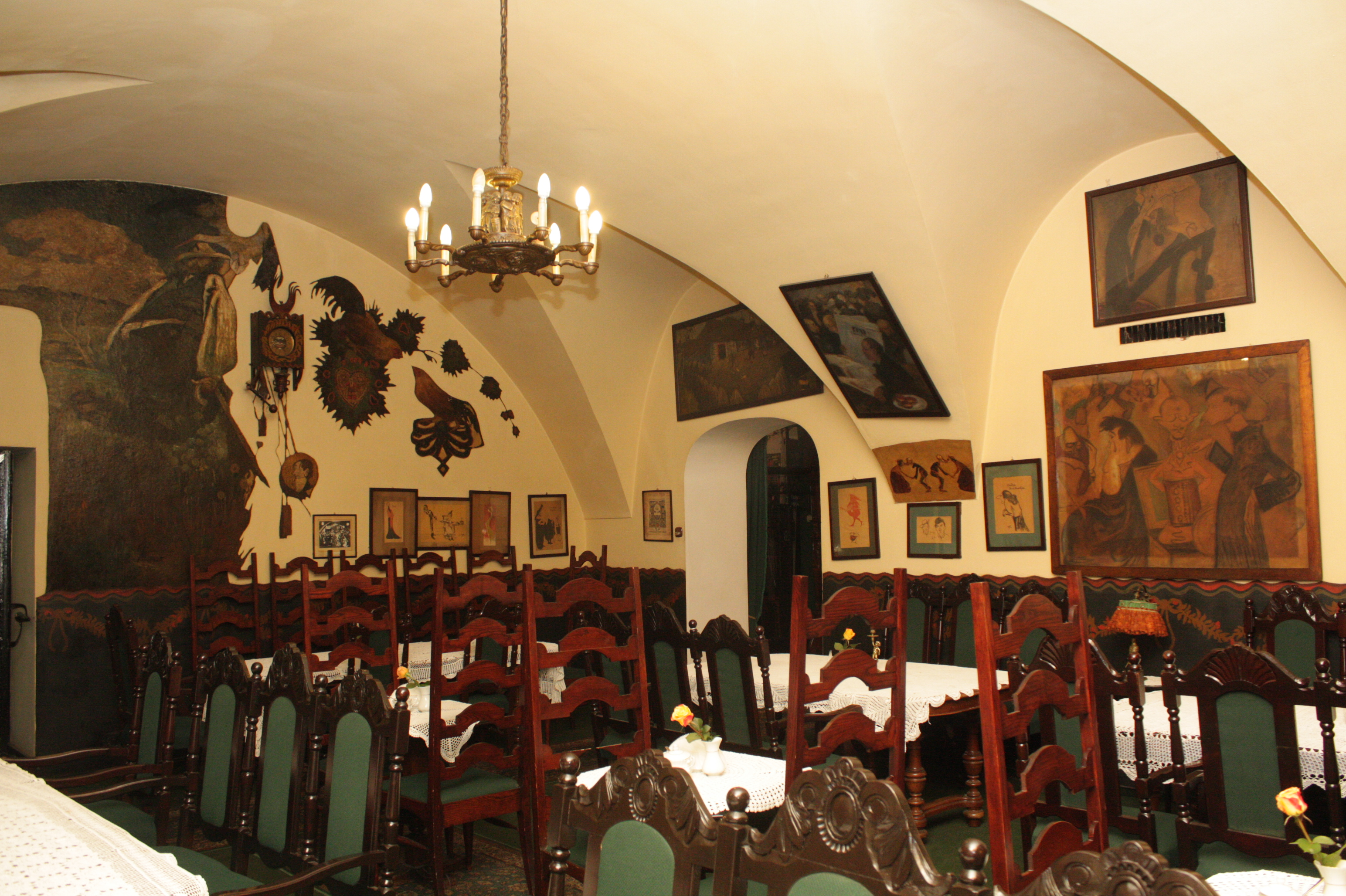
Jama Michalika – sala I „Stara”

W latach 50. lokal wydzierżawiła PSS „Społem” (lub Krakowskie Zakłady Gastronomiczne „Kawiarnie”), natomiast budynek pozostał własnością prywatną. W 1956 roku przeprowadzono remont, który miał doprowadzić go do stanu jak najbardziej zbliżonego do tego, jaki był w czasach jego świetności. Powstały bar kawowy, przedsionek, pomieszczenie gospodarcze. Utworzono szatnię. Przeprowadzono akcję skupywania rozproszonych karykatur, obrazów i laleczek z szopki. Nadzór nad pracami sprawował prof. Marian Słoniewski. Przeciwny tak pieczołowitym pracom był Karol Frycz, który żalił się w wywiadzie udzielonym Janowi Wiktorowi: „Boć przecież dekoracja wnętrza Jamy, to była improwizacja. [...] Nie wiedziałem, że czasy się zmieniły gruntownie. Powiedzieli mi odnawiacze, że obecnie trzeba podchodzić nowocześnie, badać, przygotowywać dokumentację. Długo tłumaczyli mi, że naukowo, że historycznie. Rozłożyłem ręce...”.
Po dwóch latach remontu – 6 grudnia 1958 roku – udostępniono dawną Cukiernię Lwowską „szerszym masom społeczeństwa”.

## Kabaret Jama Michalika
W latach 1960–1991 (z 4-letnią przerwą zapoczątkowaną przez stan wojenny) w sali z „górką” występował kabaret literacko-artystyczny „Jama Michalika”. Pomysłodawcami, założycielami i autorami byli prozaik i scenarzysta Tadeusz Kwiatkowski, dziennikarz i satyryk Bruno Miecugow oraz dziennikarz radiowy Jacek Stwora. Kabaret nawiązywał do tradycji kabaretu Zielony Balonik.
Do pierwszego składu kabaretu należeli: Alicja Kamińska, Halina Kwiatkowska, Marta Stebnicka, Wiktor Sadecki, Kazimierz Witkiewicz, Zbigniew Wójcik i Lesław Lic. Później dołączyli: Marian Cebulski, Julian Jabczyński (zastąpił Kazimierza Witkiewicza) i Marek Walczewski (zastąpił zmarłego Zbigniewa Wójcika), a także Anna Seniuk, Teresa Budzisz-Krzyżanowska, Henryk Matwiszyn, Monika Niemczyk, Tadeusz Huk, Agnieszka Mandat i Marian Dziędziel.
W okresie do 1981 roku kabaret wystawił 11 premier i występował około 2500 razy. Z początkiem lat 90. zaczął on podupadać, przestały powstawać nowe programy. W 1986 roku Kamienicę Bełzowską, w której mieści się lokal, nabył Stanisław Jerzy Kuliś. W kwietniu 1990 roku kabaret zaprezentował pożegnalne przedstawienie pt. Odnowa od nowa. W okresie jego funkcjonowania powstało łącznie trzynaście spektakli.

## Po roku 1991
W 1992 roku nowy właściciel przeprowadził remont lokalu. Uratowano i odrestaurowano zniszczone polichromie. Przywrócono występy aktorskie i kabaretowe. W kawiarni organizowano wystawy i wieczory poetyckie (swoje wiersze recytowali tutaj także nobliści) i wystawy. Powstały tu zdjęcia do wielu filmów fabularnych oraz reportaży telewizyjnych. W lokalu kręcono zdjęcia do filmu Edwarda Kłosińskiego i Andrzeja Wajdy „Z biegiem lat, z biegiem dni…” oraz serial telewizji japońskiej o Feliksie Jasieńskim „Manggha”. W 2014 roku Prezydent Miasta Krakowa wyróżnił właściciela Tytułem Mecenasa Kultury Krakowa 2014.

## Wnętrza kawiarni (2022)

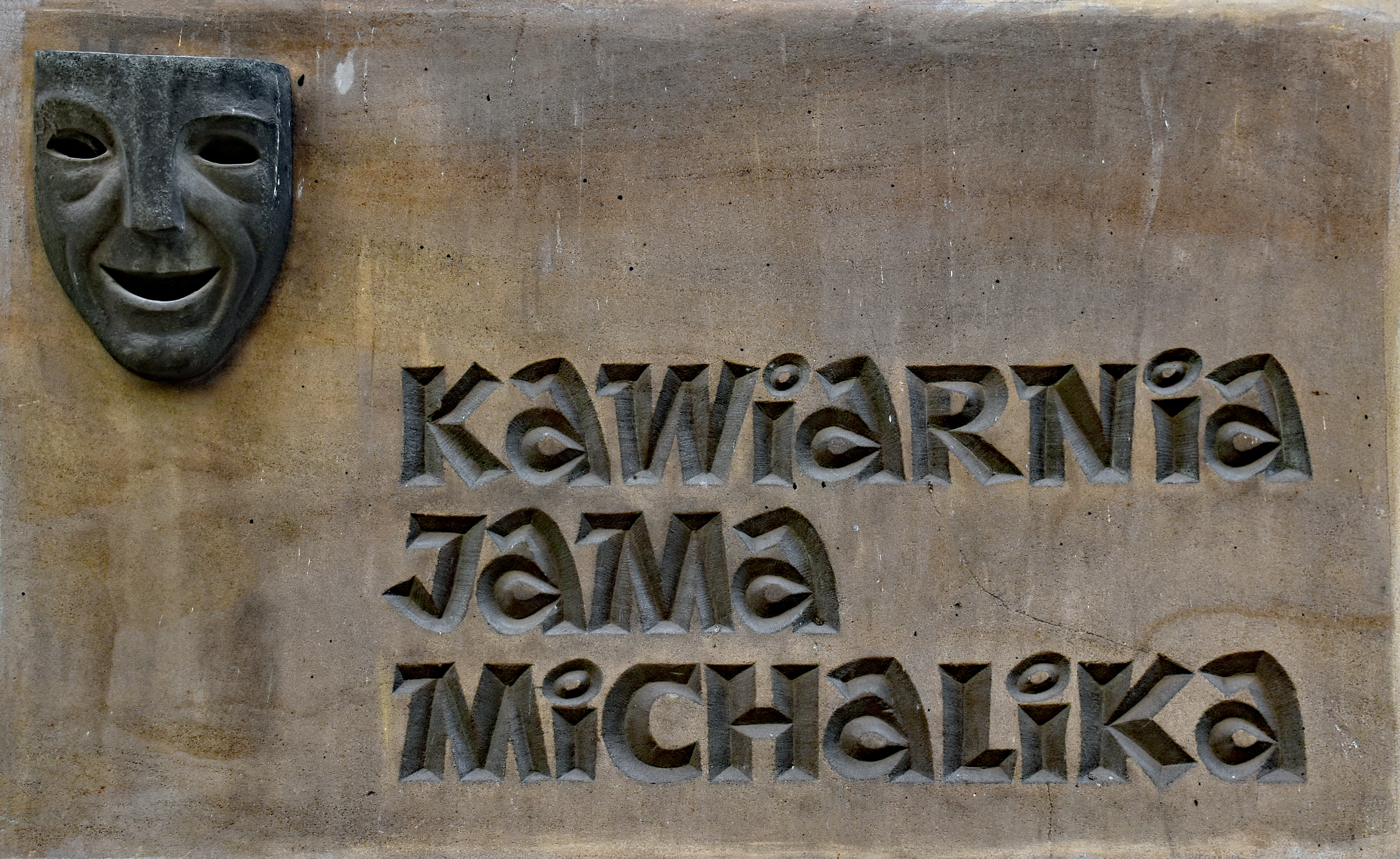
Szyld kawiarni
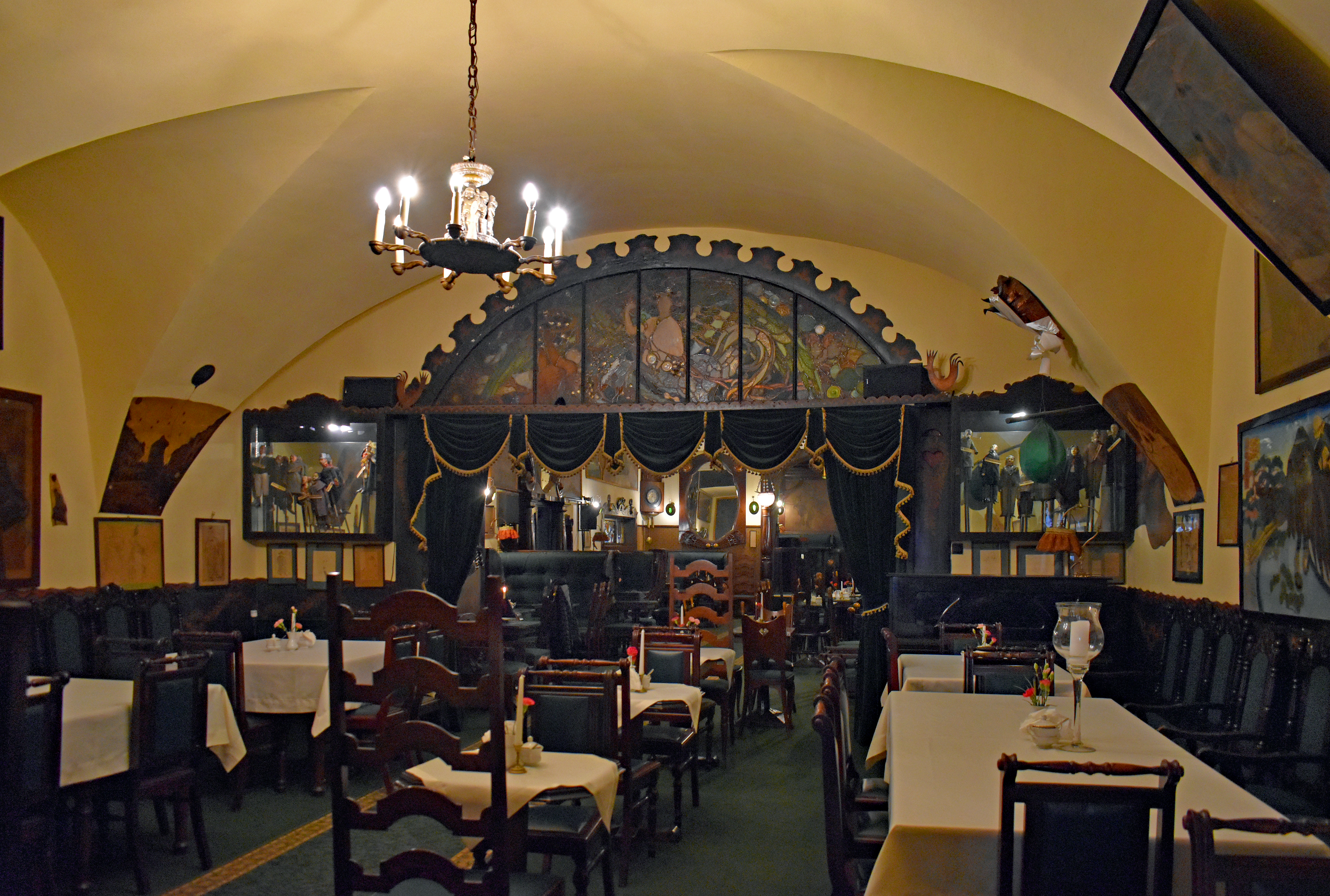
Wnętrze kawiarni
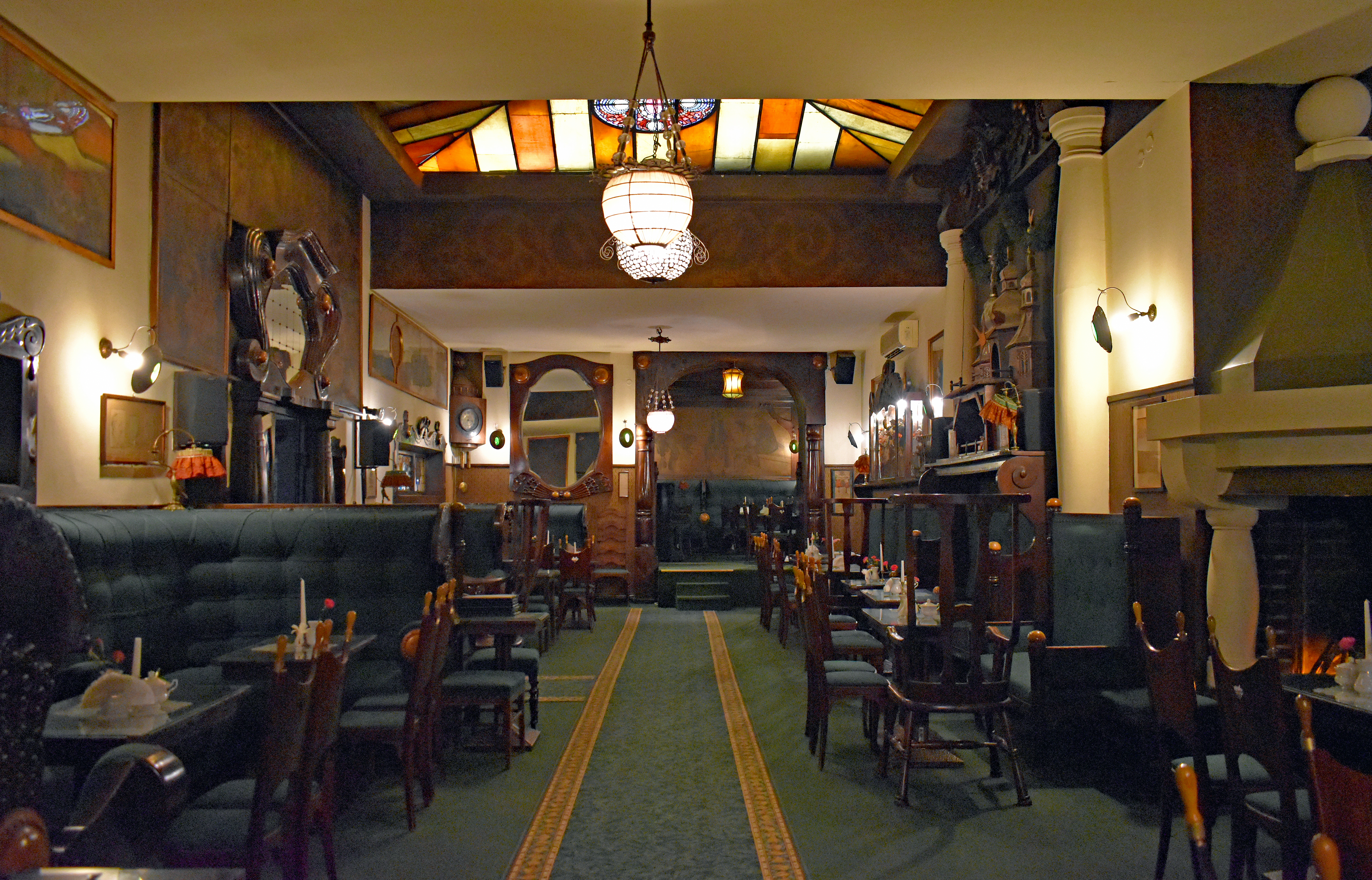
Wnętrze kawiarni
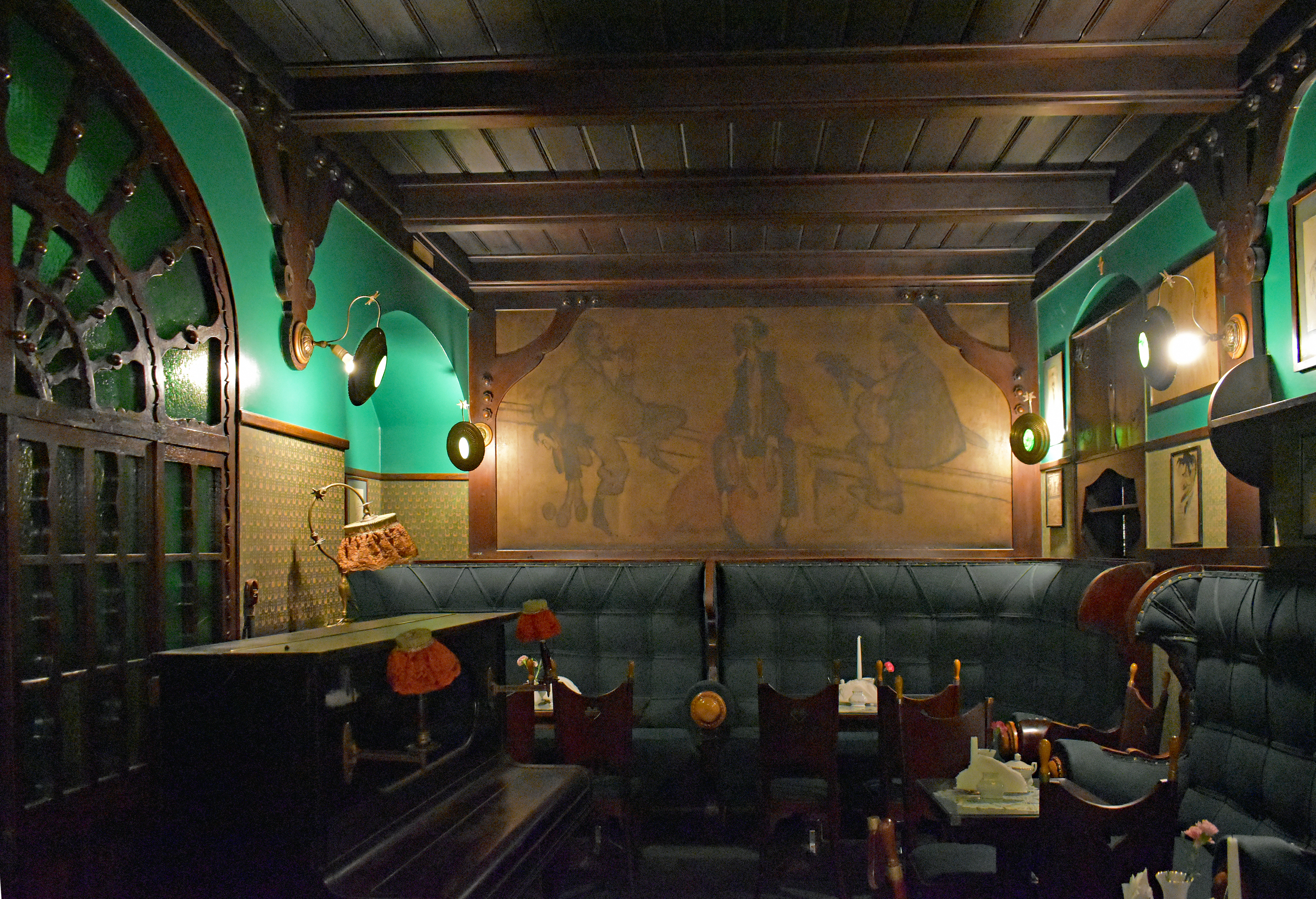
Wnętrze kawiarni
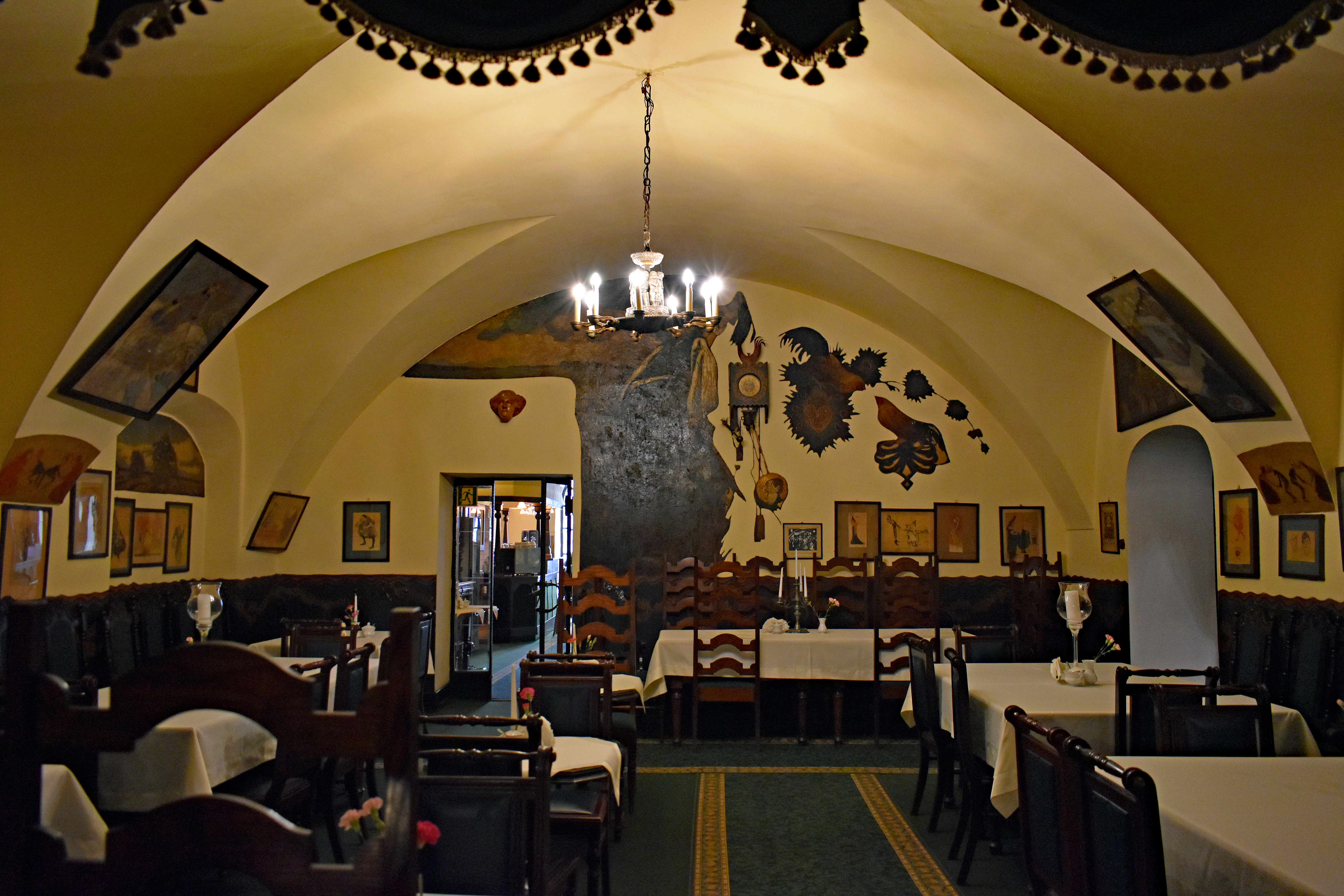
Wnętrze kawiarni